# 砷化锌
砷化锌是一种无机化合物，化学式为Zn3As2。

## 制备
砷化锌可由单质直接化合得到：
3Zn + 2As → Zn3As2

## 化学性质
砷化锌不与水反应，但可溶于酸，放出剧毒的AsH3：
Zn3As2 + 6 H+ → 3 Zn2+ + 2 AsH3